# Brian Roberts (Pokerspieler)
Brian „Sailor“ Roberts (auch Bryan Roberts; * 7. März 1931; † 23. Juni 1995) war ein professioneller US-amerikanischer Pokerspieler. Er gewann 1975 das Main Event der World Series of Poker und sicherte sich insgesamt zwei Bracelets bei dieser Turnierserie.

## Pokerkarriere

### Werdegang
Bevor Roberts Profispieler wurde, zog er als „Rounder“ durch das Land und hielt mit anderen Legenden wie Doyle Brunson und Thomas Preston Ausschau nach Spielgelegenheiten. Roberts war nicht nur ein Pokerspieler der Weltklasse, sondern auch ein meisterhafter Kontraktbridgespieler.
Im Mai 1974 gewann Roberts bei der World Series of Poker (WSOP) im Binion’s Horseshoe in Las Vegas sein erstes Bracelet in der Variante Deuce to Seven Draw. Im Jahr darauf gewann er das Main Event der WSOP 1975, wodurch er sein zweites WSOP-Bracelet und 210.000 US-Dollar erhielt.
Roberts erhielt seinen Spitznamen „Sailor“ (Segler), weil er während des Koreakrieges in der United States Navy diente. Er starb im Juni 1995 an durch Hepatitis ausgelöster Sklerose.
Im Oktober 2012 wurde er posthum in die Poker Hall of Fame aufgenommen.

### Braceletübersicht
Roberts kam bei der WSOP dreimal ins Geld und gewann zwei Bracelets:
| Jahr | Buy-in (in $) | Turnier                                          | Teilnehmer | Preisgeld (in $) |
| ---- | ------------- | ------------------------------------------------ | ---------- | ---------------- |
| 1974 | 05.000        | No-Limit 2-7 Draw Lowball                        | 16         | 035.850          |
| 1975 | 10.000        | No-Limit Hold’em Main Event – World Championship | 21         | 210.000          |